# Dunning
Dunning – wieś w Stanach Zjednoczonych, w stanie Nebraska, w hrabstwie Blaine.